# Последний поцелуй (фильм, 2001)
«Последний поцелуй» (итал. L'ultimo bacio) — итальянский трагикомедийный фильм 2001 года, режиссёра Габриеле Муччино. В 2006 году американский режиссёр Тони Голдуин создал ремейк «Прощальный поцелуй» (англ. The Last Kiss).

## Сюжет
Работник рекламного агентства Карло и его друзья приближаются к порогу тридцатилетнего возраста. Беззаботная жизнь юности заканчивается и пора задуматься, готов ли он взять на свои плечи бремя главы семейства, ведь у его сожительницы Джулии должна родиться их дочь. Жизнь и смерть, ненависть и любовь — всё это только грани человеческой жизни.

## В ролях
- Стефано Аккорси — Карло
- Джованна Меццоджорно — Джулия

## Награды
- Фильм участвовал в кинофестивалях, многократно победил и получил награды.[6]